# Xella
XELLA International este lider mondial în producția de beton celular autoclavizat (BCA). Compania a fost înființată în anul 2002. Xella a produce blocuri de zidărie, sisteme uscate pentru zidărie (mortare, adezivi, aditivi), precum și materii prime pentru construcții (var și piatră de var).
Compania este prezentă în 35 de țări și comercializează marcile SILKA (gresie calcaroasă), YTONG (beton poros), HEBEL (clădiri administrative), AESTUVER (plăci ignifuge), FERMACELL (plăci din gips-carton armate cu fibre de sticlă) și MULTIPOR (plăci izolatoare din fibre minerale).
În Germania, activitatea pe piață este grupată în mai multe companii, care au propriile unități de producție și propriile rețele de distribuție.
Număr de angajați în 2008: 7.000
Cifra de afaceri:
- 2008: 1,4 miliarde Euro[5]
- 2006: 1,2 miliarde euro[3]
- 2005: 1,2 miliarde euro[3]

## Xella în România
Compania este prezentă în România din anul 2005. În aprilie 2010, Xella a lansat prima fabrică locală, o investiție de 32 milioane euro, amplasată în localitatea Păulești, județul Prahova.
Cifra de afaceri:
- 2008: 14 milioane Euro[5]
- 2007: 11 milioane euro[6]
- 2006: 5,5 milioane euro[3]